# Denklehrpfad
Der Denklehrpfad ist ein Kunstprojekt in Grebenstein (Nordhessen) rund um die Burgruine Grebenstein.
Auf dem Denklehrpfad I kann man einen 13-teiligen Aufstieg durch 2500 Jahre Philosophiegeschichte von Heraklit bis Wittgenstein durchwandern.
Der Pfad beginnt am Burgtor mit einem Zitat Heraklits: „Die Sonne ist so breit wie ein menschlicher Fuß.“ und endet auf der Aussichtsplattform der Burgruine mit dem Wittgenstein-Zitat: „Steige immer aus den kahlen Höhen der Gescheitheit in die grünenden Täler der Dummheit.“ 
2007 entstand der zweite Pfad mit dem Namen „Denklehrpfad II: der morgenländische Weg“, der sich mit 3000 Jahren asiatischen Denkens beschäftigt, und 2009 der  „Denklehrpfad III: ein literarischer Parcours von Homer bis Handke“.
Die Zitate sind in Bänke und Steine aus rotem chinesischen Granit eingemeißelt.